# Карл Мартел Анжуйський
Карл Мартел Анжуйський (угор. Martell Károly; 8 вересня 1271 — 12 серпня 1295) — молодший син Карла II, короля Неаполю, та Марії Угорської — дочки короля Стефана V. Батько угорського короля Карла Роберта. Представник Анжуйської гілки династії Капетингів.

## Життєпис
18-річний Карл Мартел був проголошений папою Миколаєм IV та угорським духовенством титулярним королем Угорщини (1290—1291) як наступник свого дядька по материнській лінії — бездітного Владислава IV Половця, проти якого папа раніше оголосив хрестовий похід.
Карл Мартел ніколи не керував Угорщиною, тоді як його родич із династії Арпадів, король Андрій III, фактично керував країною в цей час. Однак йому вдалося відстояти свої права на Хорватське королівство, яке перебувало в особистій унії з Угорщиною.
Карл Мартел помер від чуми в Неаполі. Його син Карл Роберт пізніше посів престол Угорщини.
Видатний поет Данте Аліг'єрі особисто знався з Карлом. У своїй «Божественній комедії» Данте зустрічається із Карлом у третьому небі Раю (сфері Венери), де тепло розмовляє з його духом.

## Родина
Дружина — Клеменція Габсбург, донька короля Німеччини Рудольфа I.
Діти:
- Карл Роберт (1288—1342) — король Угорщини;
- Беатриса (1290—1354) — дружина Жана II, дофіна В'єннського;
- Клеменція (1293—1328) — дружина Людовика X, короля Франції.